# 내수사
내수사(內需司)는 조선 개국 초기에는 왕실의 사유재산을 관리하는 사적 조직으로 출발하였으나 점차로 관청의 기능이 추가되면서 세조에 이르러서 1466년(세조 12) 관제를 개편할 때에 공식기구로서의 직제를 갖추게 되었다. 내수사에서 관리하는 창고를 내탕고(內帑庫), 금전을 내탕금(內帑金) 또는 내탕전(內帑錢)이라 부른다.

## 내용
관제상 이조의 소속으로 정5품 아문(衙門)이 왕실의 쌀·베·잡화 및 노비 등에 관한 사무를 관장하였다. 조선 개국 초에는 고려 왕실로부터 물려받은 왕실 재산과 함경도 함흥 지역을 중심으로 한 이성계(李成桂) 가문의 사유재산을 관리하기 위해 설치되었다. 따라서 내수사를 본궁(本宮)이라고 지칭하기도 했다.
처음에는 본궁의 관리를 위해 내수별좌(內需別坐)를 두어 전곡(錢穀)의 출납 사무를 관장하게 했으나, 1430년(세종 12)에 내수사 별좌를 내수소(內需所)로 개칭, 개편하였다. 그 뒤 1466년(세조 12) 관제를 개편할 때 격을 올려 내수사라 개칭하고, 공식기구로서의 직제를 갖추게 되었다.

## 해설
조선시대의 재산은 주로 토지와 노비였는데 내수사 소속의 토지를 경작하는 농민들에게는 다른 곳에 비해 세금을 경감시키거나 소작료를 낮게 책정하는 등의 특혜를 베풀었다. 이에 따라 지주나 무거운 세금 관리의 착취를 피하기 위해 농민들이 너나없이 내수사 소속의 토지를 경작하려 했다. 이에서 나아가 아예 자신의 토지를 내수사에 헌납하고 그 대신 싼 세금을 내며 이런 저런 횡포에서 벗어나려 한 사람들도 있을 정도였다.
왕의 조세권이 사라진 현대의 다른 군주제 국가나 입헌군주제 국가에서도 왕실 소유의 사적 재산은 존재하며 이를 통해 왕실이 운영되고 있다. 예를 들어 영국 왕실은 국가로부터 면세 혜택을 받은 적(1993년까지)은 있으나 세금으로 왕실이 운영되지는 않는다.(공개된 왕실재산만 3억 2000만 파운드) 태국이나 일본의 경우에도 세금을 통해 왕실이 운영되지 않는다.
일제에게 국권을 피탈당한 이후에는 조선총독부에 그 재산이 귀속되었다. 친일파의 후손들이 소송을 통해서 자신들의 선조가 일제에게 하사받은 토지를 찾는 상황에서도 조선왕조황실 후손들에 의한 내수사 관리하에 있던 재산 회복 움직임이나 소송은 없었다.
내수사는 오늘날의 경찰의 사직동팀, 신길동팀, 과거 안기부의 미림팀, 아니면 현재의 청와대 개인금고 관리팀과 비슷하다고 볼 수 있을 것이다.

## 구성 및 편제
| 품계           | 관직       | 정원 | 비고        |
| -------------- | ---------- | ---- | ----------- |
| 정5품          | 전수(典需) | 1명  | 내관이 겸직 |
| 정5품          | 별좌(別坐) | 1명  | 내관이 겸직 |
| 종5품          |            | 1명  | 내관이 겸직 |
| 정6품          | 별제(別提) | 1명  | 내관이 겸직 |
| 종6품          | 별제(別提) | 1명  | 내관이 겸직 |
| 부전수(副典需) |            | 1명  | 내관이 겸직 |
| 종7품          | 전회(典會) | 1명  | 내관이 겸직 |
| 종8품          | 전곡(典穀) | 1명  | 내관이 겸직 |
| 종9품          | 전화(典貨) | 2명  | 내관이 겸직 |

그 밖에 서제(書題) 20인을 두었다. 
이 관청은 왕실의 사유 재산을 관리하던 곳이기 때문에 전수에서 전화까지의 관직은 모두 내관이 겸하도록 하였다.
내수사는 본래 면세의 특권을 부여받은 내수사전과 외거노비인 다수의 내수사 노비 및 염분(鹽盆)을 소유해 많은 재산을 보유하고 있었다. 더욱이 세종대 이후 재산을 확대하면서 왕실 세력을 배경으로 불법적으로 백성들의 토지와 노비를 침탈하여, 그 자체가 하나의 거대한 독립적인 재정기구로 성장해갔다.
왕실재산이 비대해지고 그에 따라 유발되는 폐해 또한 극심해지자 성종 이후 ‘군주는 사장(私藏)을 가져서는 안 된다.’는 유교적 명분론에 입각한 내수사 혁파 주장이 대두되었으나, 그 때마다 논의에 그쳤을 뿐이었다.
1801년(순조 1) 한때 내수사의 노비원부를 불태워 내수사 노비를 혁파한 일도 있으나, 내수사는 폐지되지 않다가 고종 대에 이르러서야 혁파되었다. 내수사는 왕실 재정의 독립적인 공재 정화(公財政化)의 필요성에서 설치되어 법제상 공식 기구로 편제되었지만, 공적 기구로서의 성격을 가지기보다는 왕실 사장으로서의 기능을 수행하였다.

## 참고 문헌
- 『세종실록』
- 『세조실록』
- 『순조실록』
- 『경국대전』
- 「선초내수사노비고」(정현재,『경북사학』3, 1981)

## 같이 보기
- 이조